# 瀬戸内海賊物語
『瀬戸内海賊物語』（せとうちかいぞくものがたり）は、2014年の日本映画。村上水軍を題材としたアドベンチャー作品。

## 概要
瀬戸内国際こども映画祭2011のエンジェルロード脚本賞グランプリを受賞した脚本『笛の伝言〜瀬戸内海賊物語〜』を瀬戸内海国立公園選定80周年記念として映画化し、受賞者である大森研一が監督・脚本を担当した。主役の村上楓役には、応募者1027人の中から選ばれた柴田杏花が起用された。また同じく主要キャストとして選出された葵わかなは、本作が映画初出演(公開年の前後により『陽だまりの彼女』が映画初出演との誤解がしばしある)となり、のちにNHK連続テレビ小説2017年度下半期予定『わろてんか』のヒロインを演じることとなる。監督は選出した主要４名の子役(柴田、葵、伊澤、大前)を、撮影後に「奇跡の４人」と語っている。
撮影(2012年)の際には、実際に瀬戸内の潮流や潮の満ち引きの中行われ、渦潮の部分は数度に渡り撮影したものをCG処理している。また、村上家末裔の現存する屋敷をそのまま使用したり、広島県因島の水軍レースや小早船など、地元瀬戸内の多くをロケに取り入れている。香川県小豆島、愛媛県今治市・新居浜市、広島県因島などの島々に渡る撮影は、海上や洞窟シーンなど険しさを極めたにもかかわらず徹底した撮影計画でわずか3週間という驚異的な短期間で実現に及んだ。
2013年12月6日から8日にかけてアメリカ合衆国・ロサンゼルスで開催されたLA EigaFest 2013では招待作品として上映された。また、2014年2月14日には、香川県で開催されたさぬき映画祭でオープニング作品としても上映されている。
2014年8月に開催される瀬戸内しまのわ2014のイベントの一環として舞台化された。

## ストーリー
瀬戸内海に囲まれた小さな島で暮らす少女・村上楓は、戦国時代に瀬戸内一帯を支配した海賊・村上武吉の末裔だった。楓は、同級生の麻田冬樹と二階堂学の三人で、先祖の残した財宝を探して島中を巡っていた。楓たちが暮らす島では、島と本土を結ぶフェリーが老朽化のため路線廃止の話が持ち上がっていた。路線が廃止されてしまうと、醤油屋を営む楓の家や本土に作物を配送して生計を立てている島民の生活が成り立たなくなり、島に住めなくなってしまう。楓はこれからも島で暮らすため、先祖の財宝を見つけて、フェリーの修理をしてもらおうと考えていた。楓は、家の倉で見つけた財宝の地図の解析を担任の宇治原清秀に頼み財宝探しを進めるが、同級生の宮本愛子には「バカバカしい」と呆れられてしまう。
そんな楓の姿を見た祖母の絹子は、「村上本家の屋敷に行けば、財宝の手掛かりがあるかも知れない」と言い、三人を連れて本家の屋敷に誘った。喜ぶ楓だったが、それに対し父親の達也は「財宝なんかあるはずない」と冷たく言い放った。達也の言葉に意気消沈していた楓は、本家の屋敷の倉で先祖・武吉の幻に出会い「迷わず進め」と言葉をかけられ、財宝の手掛かりとなる「初陣の笛」を見つけた。島に戻った楓たちを出迎えた宇治原は解析した地図を渡すが、「フェリーの廃止は避けられそうにない」と伝えた。その言葉を聞いて財宝探しを諦めようとする冬樹と学と言い合いになった楓は、一人でフェリー問題の住民説明会が開かれている公民館に乗り込み、フェリー会社の佃社長と町長に廃止を撤回してくれるように直談判するが、相手にされず追い出されてしまう。そのことを親から聞かされた冬樹と学は楓と仲直りし、再び財宝探しを始めることになった。
宇治原の解析した地図には、財宝が瀬戸内の何処かの島に隠されていることが書かれていたが、楓たちだけでは島を見つけるための船を漕ぐことは出来ない。それを見た愛子は、「水軍レースの練習用に使っていた小早船を貸してあげる」と言い出した。水軍レースの優勝経験のある愛子から猛特訓を受けた楓たちは、数週間後には四人で船を漕げるようになり、早速財宝の島へと出発した。しかし、財宝を横取りしようとする愛子の兄・龍一と悪友の輪島イワオが追い掛けてきて四人から地図を奪おうとする。何とか龍一たちを振り切った四人は財宝の島に到着し、先祖が仕掛けたトラップをかわしながら島の中を進み、海底部の洞で遂に宝箱を発見する。そこに龍一とイワオも追い着き宝箱を奪おうとするが、満潮により島が沈み始めていることに気が付き、六人は協力して島を脱出した。
六人が漂流して海上保安部に救助されたことを聞いた島民たちは、住民説明会を中断し海岸に集まって来る。楓たちは皆の前で宝箱を開けるが、中には白磁の台があるだけで、楓たちが望んでいた財宝は何も入っていなかった。「フェリーを直すことが出来ない」と泣き出す三人だったが、必死に島のためを思い行動した三人の姿を見た島民たちは心を動かし、路線廃止を強硬に主張していた佃社長も感化され、路線を存続する方向で話し合いが再開されることになった。
数年後。中学生になった楓は、修理が終わったフェリーの竣工式を絹子と二人で祝っていた。その絹子の手には、絹子が以前から欲しがっていた一眼レフのカメラがあった。「高くて買えない」と言っていたことを知る楓は不思議がるが、絹子は微笑むだけで何も答えなかった。実は、楓たちが見つけた宝箱は二重底になっており、二重底の下に本当の財宝である金の延べ棒が隠されていたのだった。「島にまた何か起こった時に教えてあげる」と心の中で呟いた絹子は、宝箱を本家の屋敷の倉に仕舞い込んだ。

## 登場人物
村上 楓（むらかみ かえで）
村上水軍の首領・村上武吉の末裔で、家は醤油屋を営んでいる。冬樹・学の三人組のリーダーで、いつも一緒に行動している活発な少女。
島のことが大好きで、島での生活を続けるために先祖の財宝探しを始める。
二階堂 学（にかいどう まなぶ）
楓の同級生で、父親は漁師をしている。物知りで、財宝探しで難題に出くわした時は学が頼りにされることが多い。
麻田 冬樹（あさだ ふゆき）
楓の同級生。本土からの転入者で、母親は縁戚の宮本家の造船所で働いている。空手の有段者であり、高校生の龍一と互角に闘える程の実力がある。
宮本 愛子（みやもと あいこ）
楓の同級生で、村上水軍と瀬戸内の支配を争った海賊・塩飽水軍の末裔。父親は造船会社を経営している。
友達がいない自分と楓を比べて嫉妬して楓に冷たく接していたが、財宝探しを経て楓たちと友達になる。
宇治原 清秀（うじはら きよひで）
楓たちのクラスの担任。楓の姉の碧に惚れており、碧のいる前では良い格好を見せようとする。
大学時代に古文書の研究をしていたことから、楓に財宝の地図の解析を頼まれる。財宝探しの騒動の数年後には碧と結婚している。
宮本 龍一（みやもと りゅういち）
愛子の兄。高校の水泳部のエースだったが、事故で泳げなくなってからは暴力事件などを起こし補導されるなど、非行に走るようになる。
悪友のイワオと共に財宝を横取りしようとするが、本心は楓たちと同じくフェリーを修理することが目的だった。財宝探しの騒動の数年後には更生し、イワオと共に父親の造船会社で働いている。

## キャスト
- 村上楓 / 村上景親 - 柴田杏花
- 二階堂学 - 伊澤柾樹
- 宮本愛子 - 葵わかな
- 麻田冬樹 - 大前喬一
- 村上達也 / 村上武吉 - 内藤剛志
- 村上春子 - 石田えり
- 宇治原清秀 - 小泉孝太郎
- 宮本龍一 - 竹内寿
- 村上碧 - 早織
- 麻田佳世 - 馬渕英俚可
- 宮本明憲 - 六平直政
- 佃建三 - 阿藤快
- 町長 - 石倉三郎（友情出演）
- 柴山館長 - 西岡徳馬（特別出演）
- 村上絹子 - 中村玉緒
- 駄菓子屋店主 - 箱木宏美
- 二階堂隼人 - 池下重大
- 輪島イワオ - 伊藤玻羅馬
- 語り - 山寺宏一

## スタッフ
- 監督・原案・編集 - 大森研一
- 製作プロデューサー - 益田祐美子
- 制作プロデューサー - 広瀬真寿美
- 脚本 - 大森研一、湯原弘康、藤井香織
- 撮影監督 - 新妻宏昭
- 撮影 - 今井哲郎
- 録音 - 山田均
- 照明 - 大町昌路
- 美術 - 瀬下幸治
- 音楽 - 中橋孝晃、あらじん
- 主題歌 - 上野優華「Diamond days 〜ココロノツバサ〜」
- 音響効果 - 柴崎憲治
- VFXプロデューサー - 鹿角剛
- VFXスーパーバイザー - 村上優悦
- アクション - 川本直弘
- 制作プロダクション - ウサギマル
- 製作 - 「瀬戸内海賊物語」製作委員会

## 舞台
本作を原作とした舞台が『君の瞳もっと輝け!』（きみのひとみもっとかがやけ）のタイトルで、みかん一座により上演される。
公演日程
2014年8月16日、17日
会場
松山市総合コミュニティセンター キャメリアホール

## 関連作品
小説
『瀬戸内海賊物語 ぼくらの宝を探せ!』原案：大森研一　著：黒田彰〈静山社〉2014年4月16日発売 ISBN 978-4-86-389276-7
連載
『瀬戸内海賊物語 制作日誌』著：大森研一〈アイクコーポレーション〉